# Мешко Катерина Яківна
Катерина Яківна Мешко, псевда «Озерська», «Верещак» (1913, с. Старі Санжари, Полтавська губернія — 1991, США) — українська політична діячка, активістка ОУН, членкиня УГВР.

## Життєпис

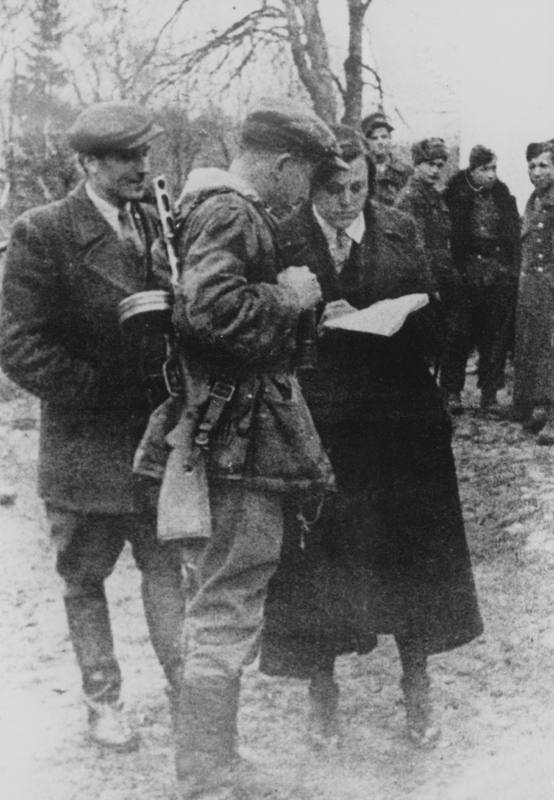
Зліва направо: Омелян Лоґуш, Дмитро Грицай, Катерина Мешко-Лоґуш. с. Будераж Рівненської області.
Листопад 1943

Народилась у сім'ї українських патріотів козацького стану Якова Мешка та Марії Янко. Старший брат матері — політичний діяч Олександр Янко, есерівський депутат Центральної Ради УНР, розстріляний НКВД у 1938 р. 
Батько був розстріляний чекістами в рідному селі навесні 1921 р., а старший брат Євген невдовзі загинув у повстанських лавах місцевого отамана Івана Біленького. Сестра Оксана Мешко — дисидентка, багато разів арештовувана та етапована таборами за проукраїнську діяльність.
Проживала у Харкові у дядька Віктора Янка, де й закінчила п'ятирічку в Основі. Опісля переїхала до сестри Оксани в Дніпропетровськ, де навчалася в середній школі. Працювала токаркою на метзаводі, навчалася на робітфаку.
1937 р. виїхала до Москви, де закінчила електромеханічний інститут МЕМІІТ і в 1941 р. повернулася до Дніпропетровська. 
Залишившись в окупації у 1941, ледь уникнула перших арештів та розстрілів ОУНівців-мельниківців та інших свідомих українців німецькими гестапівцями. Потім стала працювати в обласній управі, а згодом вступила в бандерівську ОУН(б). 1942 р. переїхала у Ворошиловград, де очолила обласний провід ОУН, одночасно заступаючи референта пропаганди крайового проводу Південно-Східних земель Омеляна Логуша, з яким згодом одружилася. Опісля була провідницею ОУН Криму. 
У 1943 разом з Омеляном Логушем перебралася на Волинь, працювала в крайовому проводі. У листопаді 1943 організувала Першу конференцію поневолених народів Східної Європи та Азії в селі Будераж Здолбунівського району на Рівненщині.
Учасниця Великого Збору УГВР (11—15 липня 1944 р.). У 1944 р. на доручення Проводу УГВР перебралась з чоловіком за кордон в Європу. 1949 р. переїхала з ним в США, де вдвох брали участь у діяльності Закордонного Представництва УГВР (ЗДПУГВР). Внаслідок виникнення розбіжностей поглядів у середовищах УГВР та ОУН(б) щодо подальшого розвитку визвольних змагань, відійшла з чоловіком від активної участі в еміграційній українській політиці.
Померла в 1991 р. в місті Сент-Луїсі, США, де проживала з молодшим сином Євгеном, який від 2007 р. є дияконом УГКЦ.

## Родина
Небога Олександра Петровича Янка, сестра дисидентки Оксани Мешко. Дружина Омеляна Логуша — діяча ОУН. Матір Юрія та Євгена Лоґушів.